# Johann Höfling

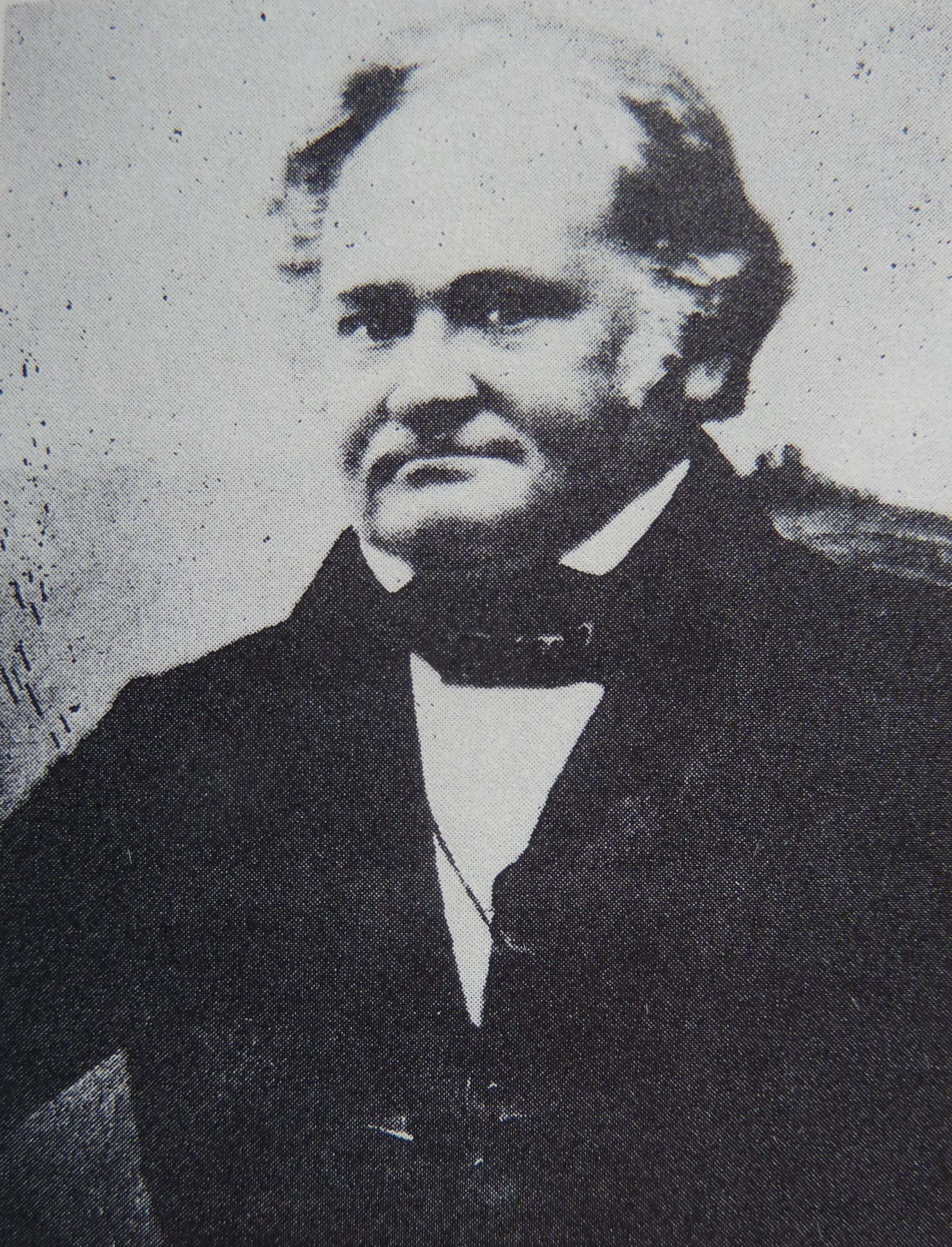
Johann Höfling

Johann Wilhelm Friedrich Höfling (Neudrossenfeld, Beieren, 30 december 1802 - 5 april 1853) was een Duits Lutheraanse theoloog. 
Hij studeerde filologie en theologie in Erlangen, en deed zijn examen in Würzburg in 1823 en daarna in Neurenberg in 1827. In 1831 werd hij doctor in philosophie in Tübingen. In 1833 werd hij professor praktische theologie op de Universiteit van Erlangen.
Höfling was gespecialiseerd in wetenschappelijke literatuur en werkte samen met Gottlieb von Harless (1806-1879).
- Gemeinsame Normdatei: 119025639
- International Standard Name Identifier: 0000 0000 6631 0408
- Library of Congress Control Number: no93026700
- Nationale Bibliotheek van Israël: 987007287409005171
- Nederlandse Thesaurus van Auteursnamen: 06860310X
- Système universitaire de documentation: 155996282
- Virtual International Authority File: 203148996000959752190